# Ayacuchodistelstaart
De ayacuchodistelstaart (Asthenes ayacuchensis) is een zangvogel uit de familie Furnariidae (ovenvogels). De vogel werd (samen met de vilcabambadistelstaart) door Charles Vaurie, John S. Weske en  John Terborgh in 1972 als ondersoort beschreven van de witkindistelstaart (A. fuliginosa).

## Kenmerken
De vogel is 18 tot 20 cm lang. Het is een vogel met ook een kenmerkende staart met lange, puntige staartveren. Van boven is de vogel grijsbruin, van onder is de vogel grijs met een klein vlekje rood op de kin en een smalle donkere oogstreep.

## Verspreiding en leefgebied
Deze soort is endemisch in Peru en komt voor  noordelijk in de regio Ayacucha. De leefgebieden liggen in de Andes in terreinen met grasland en struikgewas op hoogten tussen 2800 en 3600 meter boven zeeniveau.

De populatiegrootte is niet gekwantificeerd, maar er is geen bewijs dat de vogel in zijn voortbestaan wordt bedreigd.